# كاثرين كاري
كاثرين كاري (بالإنجليزية: Catherine Carey)‏، وبعد زواجها أصبح أسمها كاثرين كنوليس وفيما بعد ليدي كنوليس (تقريبا 1524 - 15 يناير 1569)، وهي رئيسة سيدات مخدع الملكة اليزابيث الأولى، ابنة خالتها الأولى. والدتها ماري بولين، عشيقة هنري الثامن قبل أن يتزوج أختها آن بولين. ويعتقد بعض الكتاب أن كاثرين ابنة غير شرعية من هنري الثامن. تزوجت من السير فرانسيس كنوليس، ولديها 14 طفلا.